# Калий II
Калий II (на старогръцки: Καλλίας, * 500 пр.н.е., † 432 пр.н.е. при Потидея) е атински държавник и дипломат от богатия свещенически род Керикес.
Той е син на Хипоник и внук на Калий I. Той е най-богатият атинянин по неговото време. Женен е за Елпиника – сестра на Кимон, дъщеря на Милтиад Младши (победителя от Маратон) и съпругата му тракийската царска дъщеря Хегесипила. Неговият син се казва Хипоник III. Внуците му са Калий III и Хипарета (съпруга на Алкивиад).
Той подкрепя демократическите стремежи на Перикъл. Изпълнява държавни служби и задачи. През 456/455 пр.н.е. той е водещ архонт на Атина. Като млад, както дядо му, той е смел войник и участва в Олимпийските игри. По-късно е стратег и военачалник, за последен път през 432 пр.н.е. при Неа Потидея, където е убит.
Сключва през 450 пр.н.е. по задача на Атина т.нар. Калиев мир с персийския цар Артаксеркс I. Атиняните не са доволни от този мир и затова осъждат Калий за предателство да плати глоба от 50 таланти, което е една четвърт от тогавашното му състояние. Калий участва и в мирните преговори със Спарта. Според Платон той получавал уроци от философа Зенон.